# NGC 1612
NGC 1612 este o galaxie lenticulară situată în constelația Eridanul. A fost descoperită în 21 decembrie 1881 de către Édouard Stephan⁠(d). Se află la o distanță de 67,38 de megaparseci de Pământ.